# هيران (فريدون شهر)
هيران (بالفارسية: هیران) هي قرية تقع في قسم بشتكوة موغوئي الريفي في إيران. يقدر عدد سكانها بـ 203 نسمة بحسب إحصاء 2016.